# Crucișătorul japonez Sakawa
Sakawa (酒匂?) a fost ultimul din clasa de crucișătoare ușoare Agano construite pentru Marina Imperială Japoneză  (IJN) în timpul celui de-al Doilea Război Mondial. Lipsa de combustibil a împiedicat operațiile IJN până la finalizarea navei spre sfârșitul anului 1944, iar ea nu a părăsit niciodată apele japoneze. După război, Sakawa a fost folosită pentru a transporta trupele japoneze acasă până când a fost selectată la începutul anului 1946 pentru a fi folosita pentru teste cu arme nucleare în timpul operațiunii Crossroads⁠(d). Nava a fost folosită ca țintă în timpul primului test cu bombă nucleară la 1 iulie 1946 și s-a scufundat în ziua următoare.

## Proiectare și descriere
Navele din clasa Agano aveau scopul de a înlocui crucișoarele ușoare învechite construite în anii 1910 și 1920 ca nave comandant ale flotelor de distrugătoare . Navele au măsurat 174,1 metri (571 ft 2 in) lungime totală cu un fascicul de 15,2 metri (49 ft 10 in)  și avea un pescaj de 5,63 metri (18 ft 6 in) . Aveau deplasamentul de 6.652 tonnei (6.547 long toni)  la sarcină standard și 8.534 tonnei (8.399 long toni) la sarcină profundă .  Sakawa avea un echipaj format din 55 de ofițeri și 750 de bărbați înrolați;  misiunea sub formă de nava comandant a mai adăugat 3 ofițeri și încă 16 marinari. 
Clasa Agano avea patru seturi de turbine cu abur angrenate, conducând fiecare un singur arbore de elice, folosind aburul furnizat de șase cazane cu tub de apă Kampon Ro Gō. Turbinele au fost proiectate pentru a produce un total de 100,000 cai putere (75,000 kW) și ofera navelor o viteză de 35 de noduri (65 km/h). Au transportat suficient combustibil pentru a le oferi o gamă de 6,300 mile nautice (11,700km; 7,200 mi)  cu viteza de 18 noduri (33 km/h; 21 mph). 

### Armament și senzori
Armamentul principal al clasei Agano era format din șase arme de tipul anului 41"în trei turele cu două tevi, două în fața suprastructurii și una la pupă . Armamentul secundar a cuprins patru pistoale antiaeriene (AA) de tip 98 de 8 centimetri în două tunuri gemene, în mijlocul navelor .  Sakawa, fiind ultima navă construită din clasa ei, avea cea mai puternică suită de arme antiaeriene ușoare care includea 10 arme antiaeriene cu trei tevi și 18 arme antiaeriene de tip 96 de 2,5 centrimetri. Navele aveau, de asemenea, două lansatoare a cate patru torpile pentru torpile de tip 93 (Long Lance) de 61 centrimetri pe linia centrală și aveau un sistem de reîncărcare cu opt torpile de rezervă. Acestea au fost echipate pentru războiul antisubmarine cu două grenade anti-submarin pentru 18 sarcini anti-submarin și ar putea transporta și trei mine . Navele din clasa Agano au fost de asemenea echipate cu o pereche de hidroavion plutitor Aichi E13A și o catapulta . 
Pentru a detecta submarinele, Agano s-au echipat cu o instalație de hidrofon de tip 93 Model 2 și, spre deosebire de surorile sale, Sakawa avea un sonar de tip 1 Model 1, bazat pe un design german. Nava a fost completată cu radare de avertizare timpurie de tip 13 și tip 21, precum și un radar de căutare de suprafață de tip 22 . Acest din urmă sistem a primit o modificare care i-a permis să fie utilizat și pentru controlul incendiilor . 

## Construcție și carieră
Sakawa, numit după râul Sakawa,  fost construit la 21 noiembrie 1942 la Sasebo Naval Arsenal . Nava a fost lansată la 9 aprilie 1944 și finalizată la 30 noiembrie. La punerea în funcțiune, a fost repartizată direct flotei combinate . La 15 ianuarie 1945, Sakawa a devenit nava comandant a escadronului de distrugatoare 11, antrenându-se cu noi distrugătoare în Marea Interioară și participând la o serie de teste ale unui nou strat de submarine anti-radar. La 1 aprilie, escadrila a fost repartizată în Operațiunea Ten-Go, misiunea de sinucidere împotriva forțelor de invazie americane de la Okinawa . Au fost inițial programate să însoțească cuirasatul Yamato și nava sa soră Yahagi⁠(en)[traduceți], dar nu a existat combustibil disponibil pentru escadrilă să participe la misiune. 
La 26 mai una dintre elicele navei Sakawa a lovit o stâncă în Strâmtori Kanmon între Kyushu și Honshu, dar a avut doar vârfurile  parțial îndoit. Nava a fost transferată mai târziu în districtul naval Maizuru și a ajuns acolo la 19 iulie. Ea a fost atacată de aeronave de la portavionul USS Yorktown⁠(en)[traduceți] șase zile mai târziu, dar nu a fost deteriorat. Când Japonia s-a predat la 2 septembrie, Sakawa a fost ancorată la Maizuru . 

### Operațiuni postbelice

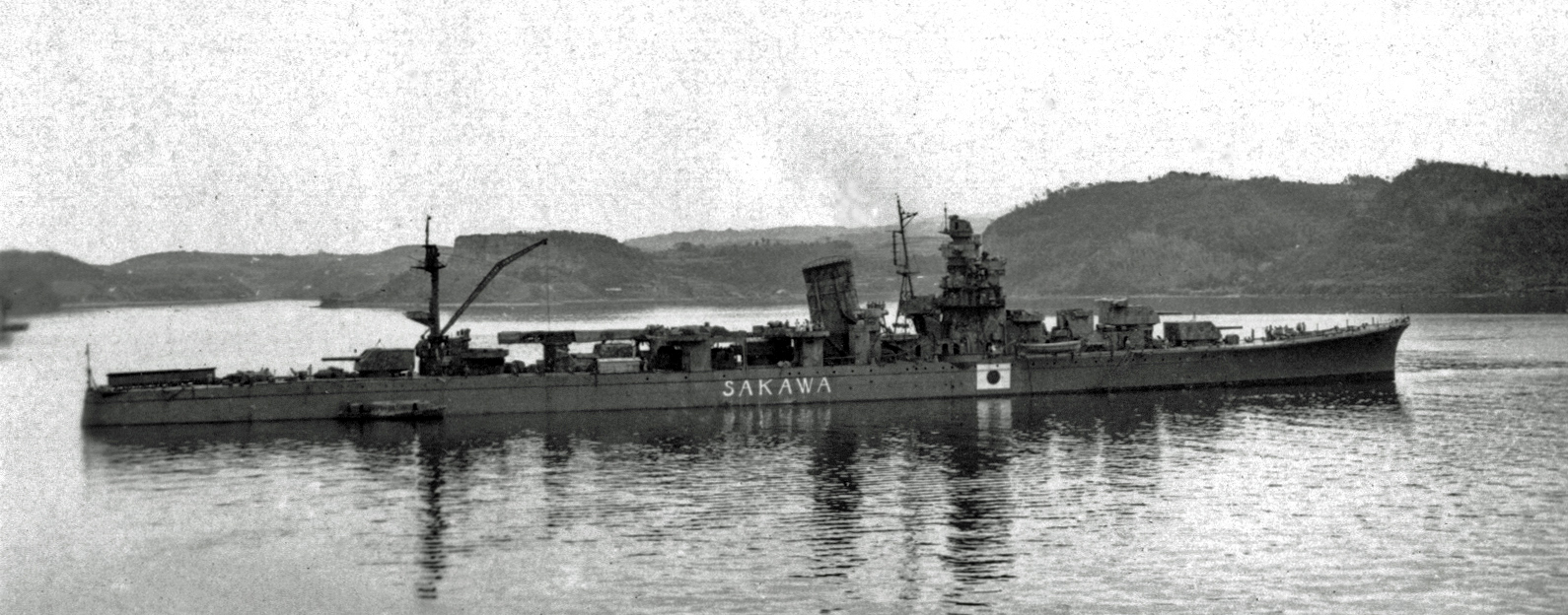
Sakawa în Sasebo, 15 octombrie 1945

La scurt timp după război, a fost demilitarizată, cu armele dezactivate, iar torpilele, muniția și alte armamente au fost eliminate. Pe 5 octombrie, nava a fost lovită de pe lista marinei . Mai târziu în acea lună, Sakawa a fost folosită pentru a evacua 1.339 de trupe ale armatei japoneze imperiale înfășurate pe patru insule mici ( Sonsorol, Fanna, Merir și Hatohobei ) din grupul Palau de sud. Ea a continuat să lucreze pentru serviciul de repatriere ca transport până la sfârșitul lunii februarie 1946, întorcând trupele japoneze din Noua Guinee, Coreea și din alte locații. 

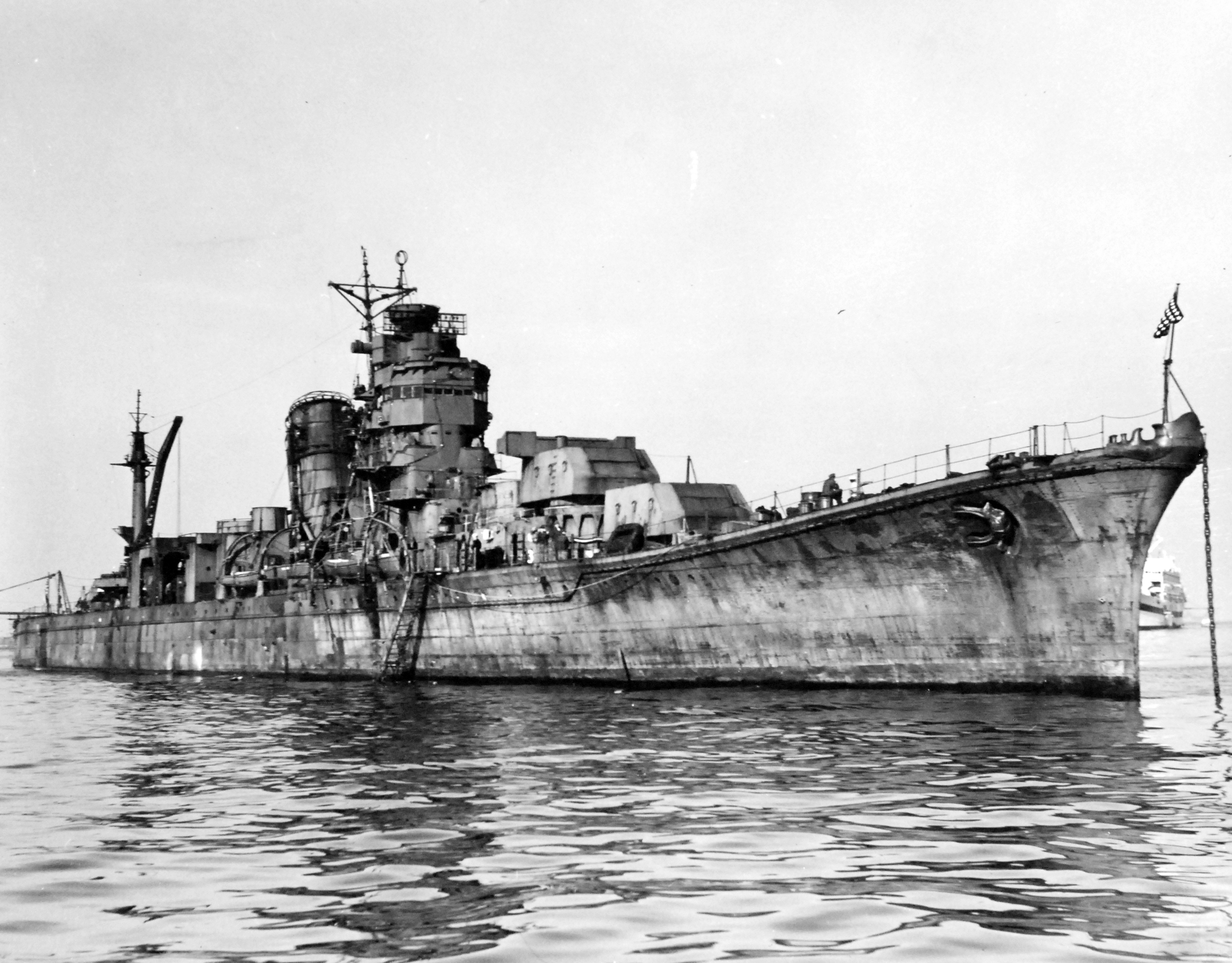
Sakawa așteaptă testarea cu bomba atomică, 1946

La 25 februarie 1946, Sakawa a fost trimisă la Yokosuka, unde a fost predată oficial Marinei SUA ca premiu de război, pentru utilizare (împreună cu alte nave supraviețuitoare ale fostei marine japoneze imperiale) în viitoarele experimente atomice Bikini . Echipajul de salvare și-a găsit coca scurgeră infestată cu șobolani și că majoritatea sistemelor navei nu erau funcționale. Împreună cu luptă Nagato⁠(en)[traduceți], nava a plecat la Yokosuka spre Eniwetok cu un echipaj american de 165 de bărbați la 18 martie, cu unsprezece dintre foștii ei ofițeri japonezi la bord. Zece zile mai târziu, 300 de mile nautice(560km) de Eniwetok, Sakawa s-a stricat și Nagato a încercat să remorce crucișătorul, dar a avut o defecțiune a cazanului și apoi a rămas fără combustibil. Un petrolier, SS Nickajack Trail⁠(en)[traduceți], a fost redirecționat pentru a alimenta navele, dar a căzut pe un recif pe vreme rea și s-a pierdut. Cele două foste nave japoneze au fost în cele din urmă duse în remorcă la 30 martie, Sakawa ajungând la Eniwetok două zile mai târziu. 

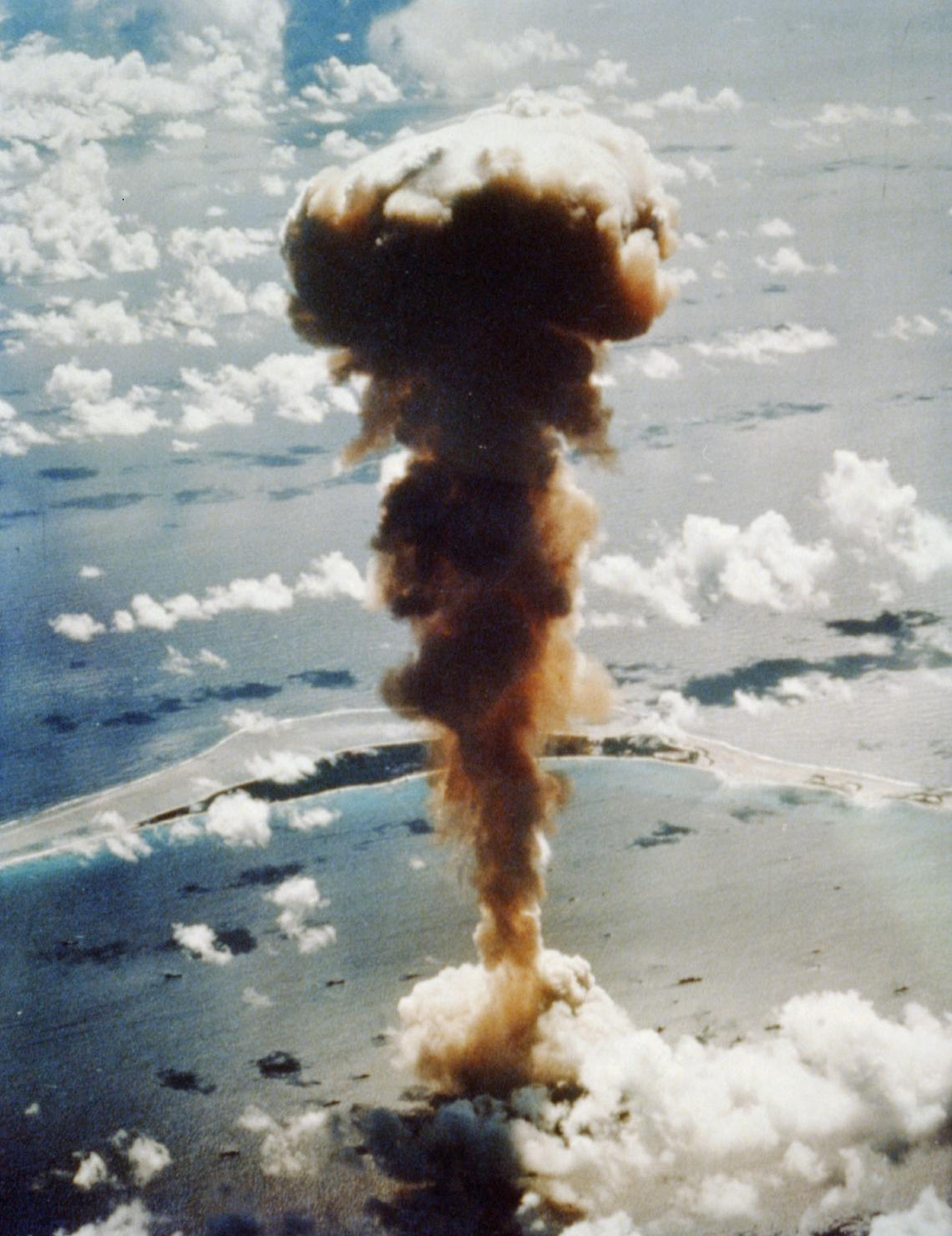
Vedere aeriană a norului de ciuperci Able care se ridică din lagună cu insula Bikini vizibilă pe fundal

În timp ce se aflau la Eniwetok, cinci marinari americani ai navei au fost supărați pentru condițiile de muncă neplăcute la bordul lui Sakawa și au sabotat-o într-o încercare nereușită de a coborî de pe navă. Au deteriorat sistemul de combustibil, au turnat nisip în pompele de ulei și apă, au spart calibrele, tahometrele și au tăiat liniile de abur de înaltă presiune. Reparațiile au durat patru zile, iar cei cinci marinari au fost acuzați. Sakawa a navigat în Bikini Atoll în luna următoare. 
Operațiunea Răscruce a început cu prima explozie (Test Able), o explozie de aer la 1 iulie; Sakawa a fost umplut cu cuști care conțineau diverse animale care urmau să fie testate pentru efecte de radiație. Pământul zero a fost de 490 yarzi (450 m)   de mai sus și ușor la tribord pupa Sakawa lui. Explozia a stabilit nava înflăcărată  și forța sa zdrobit suprastructura ei si puntea a fost avariată - o cocă și ea a început să ia apă. După test, Sakawa era ușor coborâta de pupa și avea o ușoară listă de port . Inundațiile s-au agravat progresiv peste noapte, iar dimineața următoare au văzut-o și mai așezată de pupa și cu o listă mai mare.  Remorcherul USS Achomawi⁠(en)[traduceți] a încercat să o duca cruiser la plaja pentru ai împiedica scufundarea, dar nu a reușit. ca Sakawa a început scufundarea de pupa aproape imediat dupa ce a început de remorcarea. Achomawi a trebuit să taie cablul de remorcare pentru a nu fi târât si el.  Sakawa s-a scufundat la 11°37′N 165°29′E / 11.617°N 165.483°E   în aproximativ 200 picioare (61 m)  de apă. 
Al doilea test de arme, Baker, a fost un împușcat sub apă la 25 iulie, la aproximativ 500 picioare (150 m)   departe de Sakawa scufundat. Acesta a aruncat cea mai mare parte a suprastructurii anterioare rămase de pe navă și a deteriorat în continuare epava. Sakawa este în cea mai mare parte verticală pe fundul nisipos, dar foarte puțin supraviețuiește la pupa din turelele pistolului din fată.   